# Desirae Krawczyk
Desirae Marie Krawczyk (Rancho Mirage, Estats Units, 11 de gener de 1994) és una tennista professional estatunidenca especialitzada en les modalitats de dobles, especialment en dobles mixts.
En el seu palmarès destaquen quatre títols de Grand Slam en la modalitat de dobles mixts, tres d'ells diferents aconseguits en la temporada 2021 (Roland Garros, Wimbledon i US Open) i sent finalista en el quart torneig de Grand Slam. Ha acumulat deu títols de dobles femenins en el circuit WTA que li han permès arribar al vuitè lloc del rànquing mundial (2023).

## Torneigs de Grand Slam

### Dobles femenins: 1 (0−1)
| Resultat  | Núm. | Any  | Torneig       | Parella        | Oponents                        | Marcador |
| --------- | ---- | ---- | ------------- | -------------- | ------------------------------- | -------- |
| Finalista | 1.   | 2020 | Roland Garros | Alexa Guarachi | Tímea Babos Kristina Mladenovic | 4−6, 5−7 |

### Dobles mixts: 6 (4−2)
| Resultat   | Núm. | Any  | Torneig          | Parella       | Oponents                          | Marcador            |
| ---------- | ---- | ---- | ---------------- | ------------- | --------------------------------- | ------------------- |
| Guanyadora | 1.   | 2021 | Roland Garros    | Joe Salisbury | Ielena Vesninà Aslan Karatsev     | 2−6, 6−4, [10−5]    |
| Guanyador  | 2.   | 2021 | Wimbledon        | Neal Skupski  | Harriet Dart Joe Salisbury        | 6−2, 7−6(1)         |
| Guanyadora | 3.   | 2021 | US Open          | Joe Salisbury | Giuliana Olmos Marcelo Arévalo    | 7−5, 6−2            |
| Guanyadora | 4.   | 2022 | Wimbledon (2)    | Neal Skupski  | Samantha Stosur Matthew Ebden     | 6−4, 6−4            |
| Finalista  | 1.   | 2024 | Open d'Austràlia | Neal Skupski  | Hsieh Su-wei Jan Zieliński        | 7−6(5), 4−6, [9−11] |
| Finalista  | 2.   | 2024 | Roland Garros    | Neal Skupski  | Laura Siegemund É. Roger-Vasselin | 4−6, 5−7            |

## Palmarès

### Dobles femenins: 23 (12−11)
| 2009 − 2020             | Després de 2021 |
| ----------------------- | --------------- |
| Grand Slam (0−1)        |                 |
| WTA Finals (0−0)        |                 |
| Premier Mandatory (0−0) | WTA 1000 (1−3)  |
| Premier 5 (0−0)         | WTA 1000 (1−3)  |
| Premier (0−0)           | WTA 500 (5−3)   |
| International (4−2)     | WTA 250 (2−2)   |

| Títols per superfície |
| --------------------- |
| Dura (4−6)            |
| Gespa (2−0)           |
| Terra batuda (6−5)    |

| Resultat   | Núm. | Data                   | Torneig                  | Superfície       | Parella               | Oponents                            | Marcador            |
| ---------- | ---- | ---------------------- | ------------------------ | ---------------- | --------------------- | ----------------------------------- | ------------------- |
| Finalista  | 1.   | 8 d'abril de 2018      | Monterrey, Mèxic         | Dura             | Giuliana Olmos        | Naomi Broady S. Sorribes Tormo      | 6−3, 4−6, [8−10]    |
| Guanyadora | 1.   | 22 de juliol de 2018   | Gstaad, Suïssa           | Terra batuda     | Alexa Guarachi        | Lara Arruabarrena Timea Bacsinszky  | 4−6, 6−4, [10−6]    |
| Finalista  | 2.   | 2 de març de 2019      | Acapulco, Mèxic          | Dura             | Giuliana Olmos        | Viktória Azàrenka Zheng Saisai      | 1−6, 2−6            |
| Guanyadora | 2.   | 16 de juny de 2019     | Nottingham, Regne Unit   | Gespa            | Giuliana Olmos        | Ellen Perez Anastassia Rodiónova    | 7−6(5), 7−5         |
| Guanyadora | 3.   | 29 de febrer de 2020   | Acapulco                 | Dura             | Giuliana Olmos        | Katerina Bondarenko Sharon Fichman  | 6−3, 7−6(5)         |
| Guanyadora | 4.   | 13 de setembre de 2020 | Istanbul, Turquia        | Terra batuda     | Alexa Guarachi        | Ellen Perez Storm Sanders           | 6−1, 6−3            |
| Finalista  | 3.   | 4 d'octubre de 2020    | Roland Garros, França    | Terra batuda     | Alexa Guarachi        | Tímea Babos Kristina Mladenovic     | 4−6, 5−7            |
| Guanyadora | 5.   | 27 de febrer de 2021   | Adelaida, Austràlia      | Dura             | Alexa Guarachi        | Hayley Carter Luisa Stefani         | 6−7(4), 6−4, [10−3] |
| Finalista  | 4.   | 13 de març de 2021     | Guadalajara, Mèxic       | Dura             | Giuliana Olmos        | Ellen Perez Astra Sharma            | 4−6, 4−6            |
| Finalista  | 5.   | 25 d'abril de 2021     | Stuttgart, Alemanya      | Terra batuda (i) | Bethanie Mattek-Sands | Ashleigh Barty Jennifer Brady       | 4−6, 7−5, [5−10]    |
| Guanyadora | 6.   | 29 de maig de 2021     | Estrasburg, França       | Terra batuda     | Alexa Guarachi        | Makoto Ninomiya Yang Zhaoxuan       | 6−2, 6−3            |
| Guanyadora | 7.   | 24 d'abril de 2022     | Stuttgart                | Terra batuda     | Demi Schuurs          | Coco Gauff Zhang Shuai              | 6−3, 6−4            |
| Finalista  | 6.   | 7 de maig de 2022      | Madrid, Espanya          | Terra batuda     | Demi Schuurs          | Gabriela Dabrowski Giuliana Olmos   | 6−7(1), 7−5, [7−10] |
| Guanyadora | 8.   | 9 d'abril de 2023      | Charleston, Estats Units | Terra batuda     | Danielle Collins      | Giuliana Olmos Ena Shibahara        | 0−6, 6−4, [14−12]   |
| Guanyadora | 9.   | 23 d'abril de 2023     | Stuttgart (2)            | Terra batuda     | Demi Schuurs          | N. Melichar-Martinez Giuliana Olmos | 6−4, 6−1            |
| Finalista  | 7.   | 27 de maig de 2023     | Estrasburg               | Terra batuda     | Giuliana Olmos        | Xu Yifan Yang Zhaoxuan              | 3−6, 2−6            |
| Guanyadora | 10.  | 1 de juliol de 2023    | Eastbourne, Regne Unit   | Gespa            | Demi Schuurs          | N. Melichar-Martinez Ellen Perez    | 6−2, 6−4            |
| Finalista  | 8.   | 13 d'agost de 2023     | Mont-real, Canadà        | Dura             | Demi Schuurs          | Shuko Aoyama Ena Shibahara          | 4−6, 6−4, [11−13]   |
| Finalista  | 9.   | 17 de febrer de 2024   | Doha, Qatar              | Dura             | Caroline Dolehide     | Demi Schuurs Luisa Stefani          | 4−6, 2−6            |
| Finalista  | 10.  | 3 de març de 2024      | San Diego, Estats Units  | Dura             | Jessica Pegula        | N. Melichar-Martinez Ellen Perez    | 1−6, 2−6            |
| Guanyadora | 11.  | 12 d'agost de 2024     | Toronto                  | Dura             | Caroline Dolehide     | Gabriela Dabrowski Erin Routliffe   | 7−6(2), 3−6, [10−7] |
| Guanyadora | 12.  | 2 de febrer de 2025    | Singapur, Singapur       | Dura (i)         | Giuliana Olmos        | Wang Xinyu Zheng Saisai             | 7−5, 6−0            |
| Finalista  | 11.  | 6 d'abril de 2025      | Charleston               | Terra batuda     | Caroline Dolehide     | Jeļena Ostapenko Erin Routliffe     | 4−6, 2−6            |

### Equips: 1 (1−0)
| Resultat   | Núm. | Data               | Torneig                       | Superfície | Equip                                                                | Oponents                                                                                 | Marcador |
| ---------- | ---- | ------------------ | ----------------------------- | ---------- | -------------------------------------------------------------------- | ---------------------------------------------------------------------------------------- | -------- |
| Guanyadora | 1.   | 5 de gener de 2025 | United Cup, Sydney, Austràlia | Dura       | Danielle Collins Taylor Fritz Robert Galloway Coco Gauff Denis Kudla | Maja Chwalińska Hubert Hurkacz Kamil Majchrzak Alicja Rosolska Iga Świątek Jan Zieliński | 2−0      |

## Trajectòria

### Dobles femenins
| Open d'Austràlia | A   | A     | 3R    | 2R    | 3R    | 3R    | QF    | 3R | 0 / 6     | 12 – 6    |
| Roland Garros | A   | A     | 3R    | F     | 1R    | 2R    | 3R    | SF | 0 / 6     | 14 – 6    |
| Wimbledon | A   | Q1    | 2R    | NC    | 1R    | SF    | 2R    | SF | 0 / 5     | 10 – 5    |
| US Open | A   | 2R    | 1R    | 1R    | SF    | QF    | 2R    |    | 0 / 6     | 9 – 5     |
| WTA Finals | A   | A     | A     | NC    | RR    | SF    | RR    |    | 0 / 3     | 3 – 7     |
| Total Victòries–Derrotes                                                                                                   | 2–3 | 14–14 | 19–25 | 22–12 | 31–24 | 37–23 | 36–21 |    | 175 – 135 | 175 – 135 |
| Rànquing a final d'any | 153 | 67    | 37    | 25    | 17    | 16    | 16    |    |           |           |
| Llegenda: G: Guanyadora; F: Finalista; SF: Semifinalista; QF: Quarts de final; Q: Qualificació; A: Absent; RR: Round Robin |     |       |       |       |       |       |       |    |           |           |

### Dobles mixts
| Open d'Austràlia | A  | 1R | SF | 1R | SF | F  | 0 / 5 | 12 – 5 |
| Roland Garros | A  | NC | G  | QF | 1R | F  | 1 / 4 | 9 – 3  |
| Wimbledon | 1R | NC | G  | G  | 1R | QF | 2 / 4 | 10 – 2 |
| US Open | 2R | NC | G  | 2R | A  |    | 1 / 3 | 7 – 2  |
| Llegenda: G: Guanyadora; F: Finalista; SF: Semifinalista; QF: Quarts de final; Q: Qualificació; A: Absent; RR: Round Robin |    |    |    |    |    |    |       |        |